# Tehrik-ul-Mujahideen
Tehrik-ul-Mujahideen és una organització guerrillera del Caixmir creada el juny de 1990 per Yunus Khan, associat de Mohammed Abdullah Tairi, cap del Jammu and Kashmir Jamaat-e-Ahle-Hadith. Afavoreix la unió de Caixmir al Pakistan. La seva base és la comunitat Asidih.
El comandant o emir és Sheikh Jamil-ur-Rehman. Maulana Fazlur Rahman, cap d'una facció de Jamiat-Ulema-e-Islam és el patró. Un dels caps, Yunus Khan, va morir en un combat el 1991 i el va substituir Mohammed Salim Miron. El comandant Abdul Gani Dar àlies Gazalli, fou detingut l'1 de març de 2002 prop de Srinagar.
Està aliat a Lashkar-e-Toiba i rep assistencia del servei secret pakistanès. És membre de la Muttahida Jihad Council.
Té certa activitat a Jammu i Caixmir però menys que Hizb-ul-Mujahideen, Lashkar-e-Toiba i Jaish-e-Mohammad Mujhaeddin E-Tanzeem.